# Echeveria helmutiana
Echeveria helmutiana är en fetbladsväxtart som beskrevs av M. Kimnach. Echeveria helmutiana ingår i släktet Echeveria och familjen fetbladsväxter. Inga underarter finns listade i Catalogue of Life.